# گردنه ساتتا

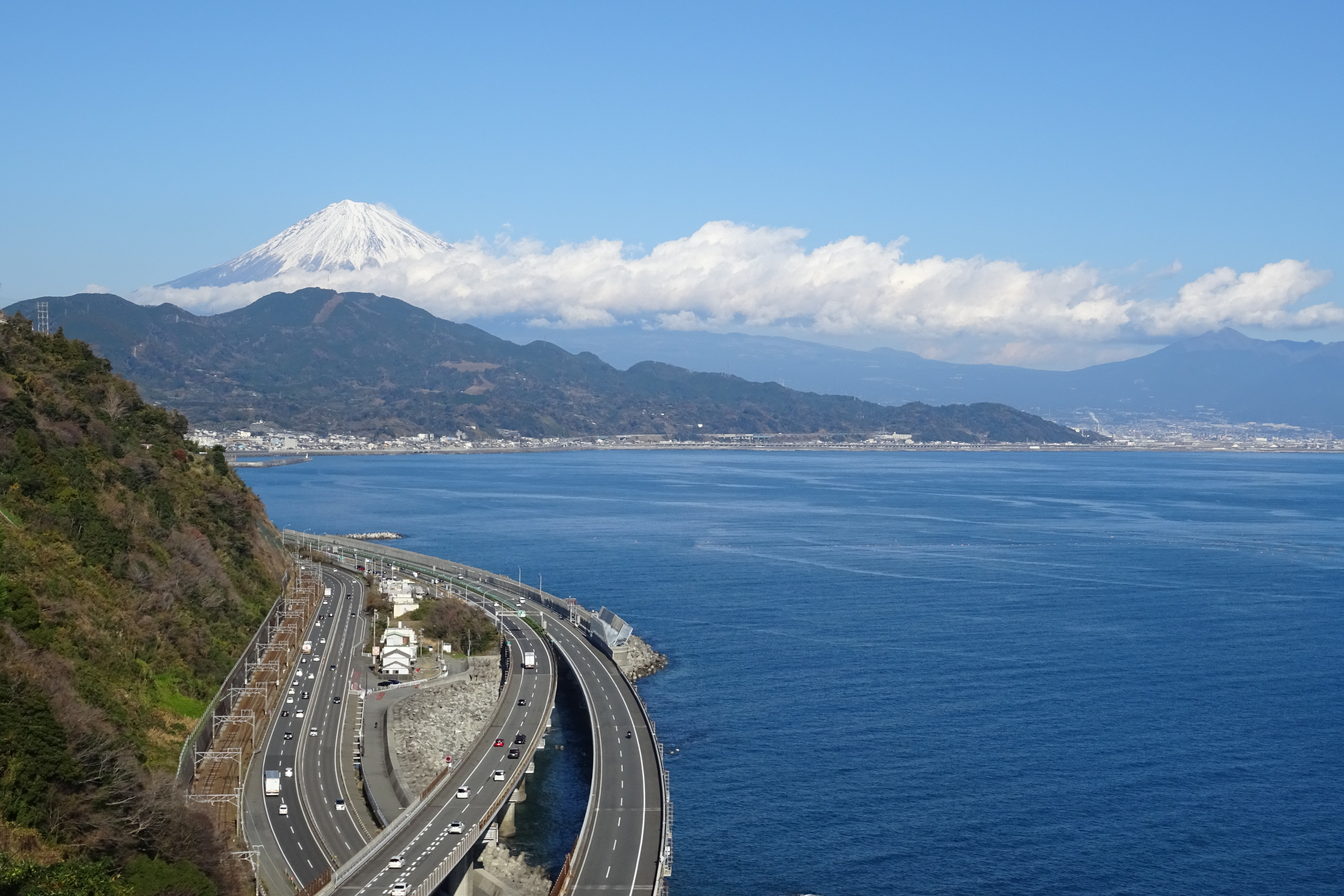
گردنه یا گذرگاه ساتتا امروزه از کنار خلیج سوروگا می‌گذرد.

گردنه ساتتا، گذرگاه ساتتا (به ژاپنی: 薩埵峠 さったとうげ)، یک گردنه بخش شیمیزو-کو، شیزوئوکا در شهر شیزوئوکا استان شیزوئوکا (نام قبلی ولایت سوروگا) در ژاپن است.
این مسیر یکی از سخت‌ترین بخش‌های مسیر جاده توکایدو بود، زیرا قبلاً از نیمه راه کوه ساتتا (۲۴۴ متر) می‌گذشت که از صخره‌ای دریایی تشکیل شده است و به خلیج سوروگا نزدیک بود. در اثر زلزله سال ۱۸۵۴ (آنسی ۱) ساحل مرتفع شد و قسمتی از منطقه تبدیل به خشکی شد، بنابراین از آن زمان به بعد جاده اصلی از ساحل عبور کرد و جاده گذر کوهستانی خلوت شد.